# Frederick de Houtman

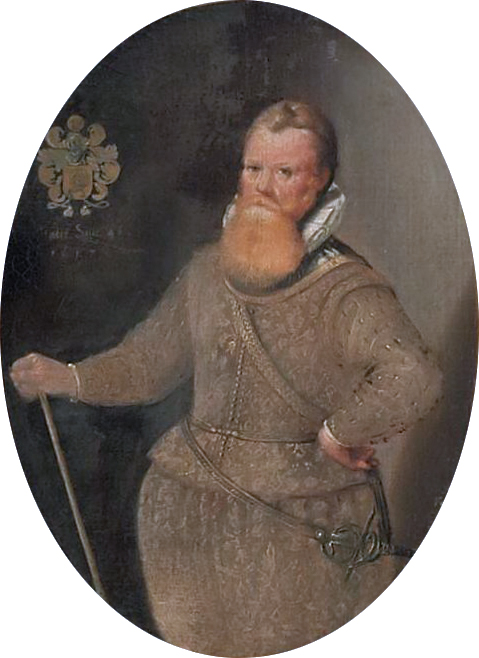
Frederick de Houtman

Frederick de Houtman (andere übliche Schreibweise: Frederik) (* 1571; † 1627) war ein niederländischer Seefahrer, Forscher und Verwalter. Er erstellte den ältesten noch erhaltenen Sternkatalog des Südhimmels (1603) und segelte entlang der australischen Westküste (1619).
Frederick de Houtman wurde in Gouda geboren; 1590 lebte er in Alkmaar, wo er heiratete. 1594 wurden Frederik und sein Bruder Cornelis de Houtman in Lissabon gefangen genommen. Trotzdem brachten sie 25 Seekarten zurück, gezeichnet von Bartolomeo de Lasso.
Von April 1595 bis August 1597 nahm er an der ersten niederländischen Ostindien-Expedition unter dem Kommando seines älteren Bruders Cornelis teil. Sie verfügten über die Itinerario von Jan Huygen van Linschoten und landeten im September an der Südwestküste Madagaskars, wo 70 Mann wegen Krankheit und Vitamin-C-Mangel begraben werden müssen. Im Februar fuhren sie weiter. Im Juni waren die vier Schiffe in Bantam. Bis hierher unterstützte Houtman den Navigator Pieter Dirkszoon Keyser bei der Erstellung eines Sternkatalogs.
Seinerzeit glaubte man, dass Kompassnadeln Abweichungen zeigten, je weiter man nach Süden vordrang. Plancius unterwies Frederick de Houtman in der astronomischen Positionsbestimmung, um das Phänomen zu überprüfen. Den Navigator Pieter Keyser bat er, Himmelsbeobachtungen vorzunehmen und den südlichen Sternhimmel zu kartografieren und stattete ihn mit einem Gerät (wahrscheinlich ein Astrolabium) aus.
Im November fuhren sie weiter an Javas Küste. Als einer der Kapitäne vergiftet wurde, wollte die Besatzung nicht weiterfahren. Sie landeten auf Bali und fuhren im Februar zurück. Als drei statt vier Schiffe in August auf Texel ankamen, war nur noch ein Drittel im Leben. Es gibt mehrere Beschreibungen dieser Reise.
Die erste niederländische Ostindienexpedition von April 1595 bis August 1597 verlief katastrophal und war ein kommerzieller Misserfolg. Von 249 Teilnehmern kehrten nur 87 lebend zurück, der Großteil war infolge von Krankheiten und Gewalttaten verstorben. Zudem konnten nur einige Fässer Pfeffer erworben werden. Die Unternehmung kann jedoch als Beginn der niederländischen Kolonialherrschaft in Ostasien angesehen werden. Außerdem wurde die Monopolstellung Portugals am Gewürzhandel gebrochen.
Keyser und Houtman hatten den Südhimmel erfolgreich vermessen und Karten angefertigt (Keyser war auf der Fahrt verstorben), wobei sie zwölf neue Sternbilder einführten. Plancius setzte sie zuerst 1597/1598 auf einem Himmelsglobus, 1600 von Jodocus Hondius veröffentlicht, 1602 und 1603 auf Globen des Willem Blaeu. Johann Bayer übernahm sie in seinen 1603 erschienenen Himmelsatlas Uranometria.
Bei einer zweiten Expedition unter Laurens Bicker, die 1598 startete, wurde Cornelis de Houtman getötet und Frederick wurde 26 Monate lang Gefangener des Sultans von Aceh im Norden der Insel Sumatra. Diese Zeit nutzte er zum Studium der malaysischen Sprache und führte Himmelsbeobachtungen durch. Keysers Katalog erweiterte er auf 304 Sterne. Allerdings werden 107 davon bereits im Almagest von Ptolemäus erwähnt. De Houtman weigerte sich Muslim zu werden. Als er zeigte, dass er eine Mühle bauen konnte, wurde er freigelassen.
1603 kehrte Houtman in die Niederlande zurück. Seine astronomischen Beobachtungen veröffentlichte er kurioserweise als Anhang eines Wörterbuches für die malaysische und madagassische Sprache. Basierend auf Noël de Barlaimont schrieb er 12 Dialoge und fügte 1.000 Wörter aus dem türkischen und arabischen Sprache hinzu. Der Kartograf Willem Janszoon Blaeu nutzte Houtmans Katalog bei der Erstellung seiner Himmelsgloben. Vom Katalog existieren heute nur noch wenige Exemplare, eines befindet sich in der Bibliothek der Universität Oxford. Keysers Katalog ist dagegen verschollen.
Zwischen 1605 und 1611 war Frederick de Houtman Gouverneur der Niederlande auf der Insel Ambon. De Houtman übersetzte das Vater Unser, die Zehn Gebote und die Heidelberger Katechismus auf Malaysisch. Während einer weiteren Expedition kam De Houtman 1619 an die australische Küste in der Nähe des heutigen Perth. Als er der Küste nordwärts folgte, stieß er auf eine Gruppe von kleinen Korallenriffen und Untiefen, den heutigen Houtman-Abrolhos-Archipel. 1621 wurde er Gouverneur auf den Molukken.